# المجدي في أنساب الطالبيين
المجدي في أنساب الطالبيين هو كتاب عربي ألفه علي العلوي المعروف بابن صوفي في موضوع الأنساب، يُورخ الأنساب في الفترة (القرن الخامس الهجري — القرن الحادي عشر الميلادي). في هذا العمل يناقش المؤلف نسب أحفاد العلويين والطالبيين، وخاصة نسب الإمام علي وذريته. وقد مرَّ ما يقرب من ألف عام منذ كتابة هذا المخطوط باليد.

## عن المؤلف
المؤلف هو نجم الدين أبو الحسن علي بن أبي الغنيم محمد العلوي العمري المعروف بـ"ابن الصوفي"، وُلد ق. 1000 م — ق. 390 هـ في البصرة، وُتوفي ق. 1068 م — ق. 460 هـ في الموصل. كان من علماء الأنساب الشيعة البارزين. وكتابه التاريخي في الأنساب التاريخي الشهير بـ"المُجدي في أنساب الطالبيين" كان أهم أعماله في حياته كلها؛ فهو يحتوي على معلومات تاريخية قيّمة لا توجد في أي كتاب آخر.
وُلد ابن صوفي ونشأ في البصرة، ويُعرف باسم " العمر" وأيضًا " العلوي" نظرًا لنسبه إلى جده "عمر الأطرف" ابن الإمام "علي" المعروف باسم " ابن التغلبية". كان والد ابن صوفي هو " أبو الغنائم محمد"، المعروف بـ"ابن مَحْلَبِيَّة"، وهو يُعتبر من أهل باحثي علم الأنساب. في الواقع، كان لعلم الأنساب تاريخ طويل في عائلة ابن صوفي، فحتى جده السادس "محمد صوفي"، الذي يُنسب إليه ابن صوفي والذي قُتل بأمر هارون الرشيد ( الخليفة العباسي الخامس في الدولة العباسية)، كان أيضًا عالمًا في علم الأنساب. ويبدو أن ابن صوفي قضى معظم وقته، إن لم يكن كله، في بغداد بين عامي 1016 م و1029 م (الموافق 407 هـ إلى 420 هـ). هاجر ابن صوفي من البصرة إلى الموصل سنة 423 هـ/ 1032 م، حيث تزوج واستقر هناك. أشار ابن صوفي في روايته لنسب زيد بن علي إلى المذهب الاثني عشري باعتباره مذهبه الخاص. وبحسب ابن الطقطقي (مؤرخ بارز) في كتابه " الأصيلي"، فإن ابن صوفي تُوفي في الموصل.
وكما يقول ابن صوفي نفسه، فإنه منذ صغره درس العلوم المختلفة، وخاصة علم الأنساب، واستفاد من وجود أساتذة كبار. اعتبر ابن طاووس (فقيه شيعي ، ومتكلم، ومؤرخ، ومنجم) أنَّ ابن صوفي أبرز علماء الأنساب في عصره، وبحسب ابن عنابة (مؤرخ شيعي، ومؤرخ أنساب)، فإن قول ابن صوفي في مجال الأنساب دليل على ذلك. سافر ابن صوفي إلى بلدان ومدن عديدة لاكتساب الخبرة والمعرفة في العلوم وخاصة في علم الأنساب، مثل الرملة، ونصيبين، والشام، وميافرفين، ومصر، وعُمان، والكوفة، وعكبرة. وقد قدم بعض المؤرخين ابن صوفي أيضًا باعتباره كاتبًا وشاعرًا وفقيهًا.

## موضوع الكتاب
يتضمن كتاب "المجدي في أنساب الطالبيين" نسب النبي محمد وأهل بيته، وخاصة أئمة الشيعة الإثني عشر. موضوع هذا الكتاب هو نسب السادات. وقد استُعين بالأحاديث الصحيحة والروايات التاريخية الموثوقة لإثبات الأنساب المذكورة في الكتاب.
يُعد كتاب "المجدي في أنساب الطالبيين" عملًا هامًّا في موضوع الأنساب الإسلامية التي يعود تاريخها إلى الفترة (لقرن الخامس الهجري — الحادي عشر الميلادي)، حيث يُناقش المؤلف أنساب أحفاد العلويين والطالبيين، وخاصة أنساب الإمام علي بن أبي طالب وذريته.

## المحتوى
يتناول المؤلف أولًا بشكل موجز نسب النبي محمد، ثم يتناول نسب عائلة أبي طالب بن عبد المطلب؛ حيث يعتبر أن هذا تتمة النسب النبوي باعتبار فاطمة الزهراء ابنة النبي محمد هي زوجة الإمام علي. يتضمن الكتاب ثلاثة أجزاء رئيسة تتضمن نسب أبناء أبي طالب بن عبد المطلب الثلاثة، وهم علي، وجعفر، وعقيل، ويحتل وصف نسب عائلة الإمام علي، الجزء الأكبر.
في بداية وصف نسب الإمام علي يذكر المؤلف بناته أيضًا ثم يُقدم نسب أول أبناء الإمام علي وهو الحسن بن علي، ثم يقدم نسب ثاني أبناء الإمام علي وهو الحسين بن علي، ثم يقدم نسب ثالث أبناء الإمام علي وهو محمد بن الحنفية، ثم يقدم نسب رابع أبناء الإمام علي وهو العباس بن علي (أبو الفضل)، ثم يقدم نسب الابن الخامس وهو عمر الأطرف وهو جد مؤلف الكتاب. وقد أورد في باب أنساب ذرية الحسين بن علي، أنساب ذريته ومنهم أئمة الشيعة الآخرين بشكل مختصر. وفي وصفه لنسب كل إمام، قدم المؤلف أيضًا وصفًا موجزًا له، مع المزيد من التوضيح حول آخر إمام شيعي وهو الإمام الثاني عشر، محمد المهدي.
يحتوي هذا الكتاب على أنساب العلويين والطالبيين الذين هاجروا إلى بلاد خارج الحجاز والعراق، وقد نال بعضهم الشهرة والمكانة.
يبدأ الكتاب بمعلومات مختصرة عن نسب النبي محمد. في بداية الكتاب، يذكر أن النبي محمد، وُلد في عام الفيل (يعادل تقريبًا 570 م) في مكة المكرمة في الفترة الجاهلية، وتُوفي والده عبد الله بن عبد المطلب قبل ولادته، وفقد أمه وهو في السادسة من عمره، وفي العشرين من عمره شارك في غزوة الفجار، وفي الخامسة والعشرين من عمره تزوج خديجة بنت خويلد، وفي الثالثة والستين من عمره مات مسمومًا، وقبره في المدينة المنورة.
أما القسم الأخير من الكتاب فهو يتحدث عن نسب ذرية عقيل بن أبي طالب (الأخ الأكبر لعلي). يذكر هذا القسم أن عقيل بن أبي طالب كان يُلقب بـ " أبي يزيد" وأن له 18 ولدًا. ويتناول المقال الأخير في الكتاب نسب حفيد عقيل بن أبي طالب "جعفر بن عبد الله بن عقيل" المتوفى بحران سنة 946 م — 334 هـ ، ويتناول في آخر الكتاب نسب أولاده الذين عاشوا في حلب وبيروت ومصر.

## أهمية الكتاب
حظي كتاب "المجدي في أنساب الطالبيين" بشهرة ومكانة كبيرتين في حياة مؤلفه، وكان شائعًا في شرق العالم الإسلامي وغربه. يعد هذا العمل نصًا كلاسيكيًا وتعليميًا في علم الأنساب الإسلامي، ويعتبره علماء الأنساب الإسلاميون واجبًا على كبار السن قراءته. وفي كثير من كتب الأنساب الإسلامية التي يرجع تاريخها إلى (القرنين الخامس والسادس الهجريين — القرنين الحادي عشر والثاني عشر الميلاديين)، ورد ذكر كتاب "المجدي في أنساب الطالبيين". وهذا يدل على أن مؤلف الكتاب ابن صوفي كان محل ثقة علماء الأنساب في ذلك العصر قاطبةً سنة وشيعة.

## عن اسم الكتاب
يعد كتاب "المجدي في أنساب الطالبيين" أهم كتب ابن صوفي، والذي ألفه في دراسة نسب آل بيت النبي محمد ، وأئمة الشيعة الإمامية. سافر ابن صوفي إلى مصر سنة 443 هـ (1051 م)، حيث أهدى بعض أعماله إلى " مجد الدولة أبو الحسن أحمد " ( رئيس بيت الحكمة في ذلك الوقت)، في عهد الدولة الفاطمية. إثر ذلك، طلب أبو طالب محمد بن مجد الدولة أبو الحسن أحمد من ابن صوفي أن يكتب كتابًا مختصرًا في الأنساب. ونسب ابن صوفي الكتاب إلى مجد الدولة محمد أيضًا تقديرًا لمنحة "مجد الدولة" فسماه "المُجدي". وقد ختم الكتاب بلفظ الطالبيين (من عبد المطلب) مُشيرًا إلى شجرة العائلة في قبيلة قريش التي ينتمي إليها النبي محمد وأيضًا إلى أنساب أبي طالب وذريته (من أبي طالب)؛ وهو بهذا قصد المعنيين معًا.
ويُعرف هذا الكتاب بين علماء الأنساب المسلمين باسم " المجدي " المختصر.

## حول الاستشهادات في الكتاب
وفي المخطوطات العربية القديمة كان يُذكر بعد كل نسب، ناقله وراويه ومصدر. في العصور العربية القديمة، كانت مصداقية المخطوطة تعتمد على الاقتباسات والروايات التي تستخدمها. إذا كان الراوي معروفًا في المجتمع بأنه شخص صادق وأمين فإن قوله يعتبر حجة صحيحة. ولذلك، فإن المخطوطات التي تشير إلى أشخاص ومواد موثوقة تتمتع بسمعة خاصة.
كتاب ""المجدي في أنساب الطالبيين"" فيه كثير من الاستشهادات من أشخاص موثوقين في علم الأنساب. ولقد اشتهر كتاب "المجدي في أنساب الطالبيين" في العالم الإسلامي بين علماء الأنساب لرواياته الموثوقة ومؤلفه الموثوق. وقد استخدم ابن صوفي صاحب كتاب "المجدي في أنساب الطالبيين" الروايات التي رواها عن أبيه " ابن المحلبية" وعن "العبيدلي" (وهو عالم نسب موثوق). وقد روى المؤلف في كتاب "المجدي في أنساب الطالبيين" من الكتب والمخطوطات والشروح للأفراد التاليين أيضًا:
1. محمد بن القاسم النسّابة
2. شريف دنداني النسّابة
3. أبو الفرج الأصفهاني، المؤلف البارز لكتابي مقاتل الطالبيين وكتاب الآغاني
4. أبو عبد الله الصفواني
5. أبو الحسن الاشناني
6. عثمان بن منتاب
7. ابن خدى
8. شبيل بن ماكين
9. علي بن الحسين بن طريف
10. أبو عدي الدرع
11. ابن أبي جازي البصري
12. يحيى بن الحسن النصابة
13. سمكي
14. أبو بكر محمد بن عبدات العبقسي الطرسوسي
15. سهل بن عبد الله بن داود المهري البخاري
16. ابن دينار
17. ابن معية
18. أحمد بن علي بن إبراهيم بن محمد بن الحسن بن محمد الجواني

## المخطوطات المتبقية
كتاب "المجدي في أنساب الطالبيين" كان في الأصل مخطوطًا على ورق الخط القديم. ولا تزال توجد هناك عدة مخطوطات منه. وقد أصيبت بعض مخطوطات الكتاب بالتلف مع مرور الزمن، أو احترقت في الصراعات المتعصبة. تشمل المخطوطات الباقية في العالم ما يلي:
1. النسخة الموجودة في "المكتبة المركزية الرضوية البيت مقدسية"، في مدينة مشهد، إيران، والتي أعيد إحياؤها سنة 1952م.
2. نسخة معيبة في مكتبة "سيد أحمد الرزتي الأصفهاني" في مدينة أصفهان، إيران.
3. نسخة أكاديمية حديثة كاملة أعاد إحياءها ونشرها محمود مرعشي النجفي، وهي متوفرة في أسواق الكتب إيران.
4. الطبعة الجديدة الأخيرة في "مكتبة آية الله المرعشي النجفي" في مدينة قم، إيران.
5. نسخة معيبة موجودة في "مكتبة نيويورك العامة"، الولايات المتحدة الأمريكية، مسجلة هناك تحت رقم 51936.

### النسخة المطبوعة الأكاديمية
في سنة 1989م ( 1409 هـ) جُمعَت جميع المخطوطات العربية الأصلية المتوفرة من كتاب "المجدي في أنساب الطالبيين" وحُققتَ وفي مدينة قم (مدينة مقر العلماء المسلمين في إيران)، وأُعيد طبع نسخة أكاديمية حديثة مع مقدمة وتعليقات وحواشي وخاتمة كتبها خبراء مختلفون. في هذه النسخة تأتي الأمور الأنسابية الرئيسة باللغة العربية كما في مصادر المخطوطات الأصلية دون أي تغيير، بيد أن أجزاء عديدة مثل المقدمة والتعليقات والخاتمة تأتي باللغة الفارسية.
في النسخة الشهيرة من هذا الكتاب والمتوفرة في أسواق الكتب الإيرانية، كتب المقدمة محمود مرعشي النجفي (أمين مكتبة إيراني، وعالم فهرسة كتب، وخبير مخطوطات)، حيث يصف فيها سيرة المؤلف ابن صوفي. وقد قام بالبحث والتدقيق أحمد مهدوي دمغاني (عالم إيراني وأستاذ جامعي)، وقد كتب جمعًا من الحواشي المفيدة. وتُوجد أيضًا مقدمة مفصلة في بداية الكتاب وتعليقات وتوضيحات في نهاية الكتاب، كتبها أحمد مهدوي دمغاني أيضًا. والباحث عبد العزيز المحقق الطباطبائي في مجال النصوص القديمة كان له دور مؤثر في إحياء هذا التراث حيث ألف كتابًا مستقلًّا في شروح كتاب "المجدي في أنساب الطالبيين".

## طالع أيضًا
- عمدة الطالب في أنساب آل أبي طالب
- ابن صوفي
- ابن عنبة
- الصلوات[الإنجليزية]
- الألقاب التشريفية الإسلامية[الإنجليزية]
- الوحي
- أطلس الشيعة[الإنجليزية]
- دعاء الصباح

## روابط خارجية
- المجدي في أنساب الطالبيين في كتب جوجل
- المجدي في أنساب الطالبين على كتب المحدودة.
- المجدي في أنساب الطالبين لنجم الدين أبي الحسن علي بن محمد بن محمد العلوي العمري النسابة